# Amerikaans krentenboompje
Het Amerikaanse krentenboompje (Amelanchier lamarckii) of krent is een plant uit de rozenfamilie (Rosaceae). De soort komt oorspronkelijk uit Noord-Amerika en is ingeburgerd in delen van Europa. Het Amerikaanse krentenboompje wordt sinds de 19e eeuw in Nederland aangeplant en is hier ingeburgerd begin 20e eeuw. Deze soort komt in Nederland en België voor op zuur zand, leem en veen. Het is een tot 12 m hoge struik. De soort is invasief in West-Europa en verstoort de biodiversiteit in bijvoorbeeld heidegebieden.
Het Amerikaanse krentenboompje heeft 3–7 cm lange bladeren, die bij het uitlopen bruinachtig rood en van onderen dan nog behaard zijn. In de herfst hebben de bladeren een geelachtige herfstkleur. Eenmaal op de grond gevallen verteren de bladeren gemakkelijk. De knoppen zijn groenbruin, spits en verspringend en lijken enigszins op die van een beuk. De twijg is bruingrijs getekend in de groeirichting, kronkelt en voelt ruw aan.
De struik bloeit van april tot mei met witte bloemtrossen. De bloemen zijn veel groter dan die van het Canadese krentenboompje. De kroonblaadjes zijn 1–2 cm lang. De eetbare, bolvormige, roodachtige later donkerpaarse vruchten zijn vier- tot tienhokkig en 1-1,5 cm breed. De vruchten zijn sappig en rijpen in de eerste helft van juli.
De struik groeit op vochtige tot droge, zure gronden op zonnige tot licht beschaduwde plaatsen. Als zodanig komt de struik voor in bossen, houtwallen en heidevelden.

## Soorten
De Heukels' Flora van Nederland voor determinatie in het veld beschrijft enkel het Amerikaanse krentenboompje. Verschillen in kenmerken tussen Amerikaans, "Drents" en Canadees krentenboompje worden in Heukels' Flora niet genoemd, daar de laatste twee soorten niet wild voorkomen in Nederland. In de handel zijn de verschillende soorten wel bekend en wordt het onderscheid gebruikt vanwege verschillende bloei- en blad-eigenschappen. 
In België wordt de aanplant van Amelanchier lamarckii ontmoedigd in een omgeving waar deze plant invasief kan worden. De soort staat in Bijlage II van de Gedragscode invasieve planten in België.

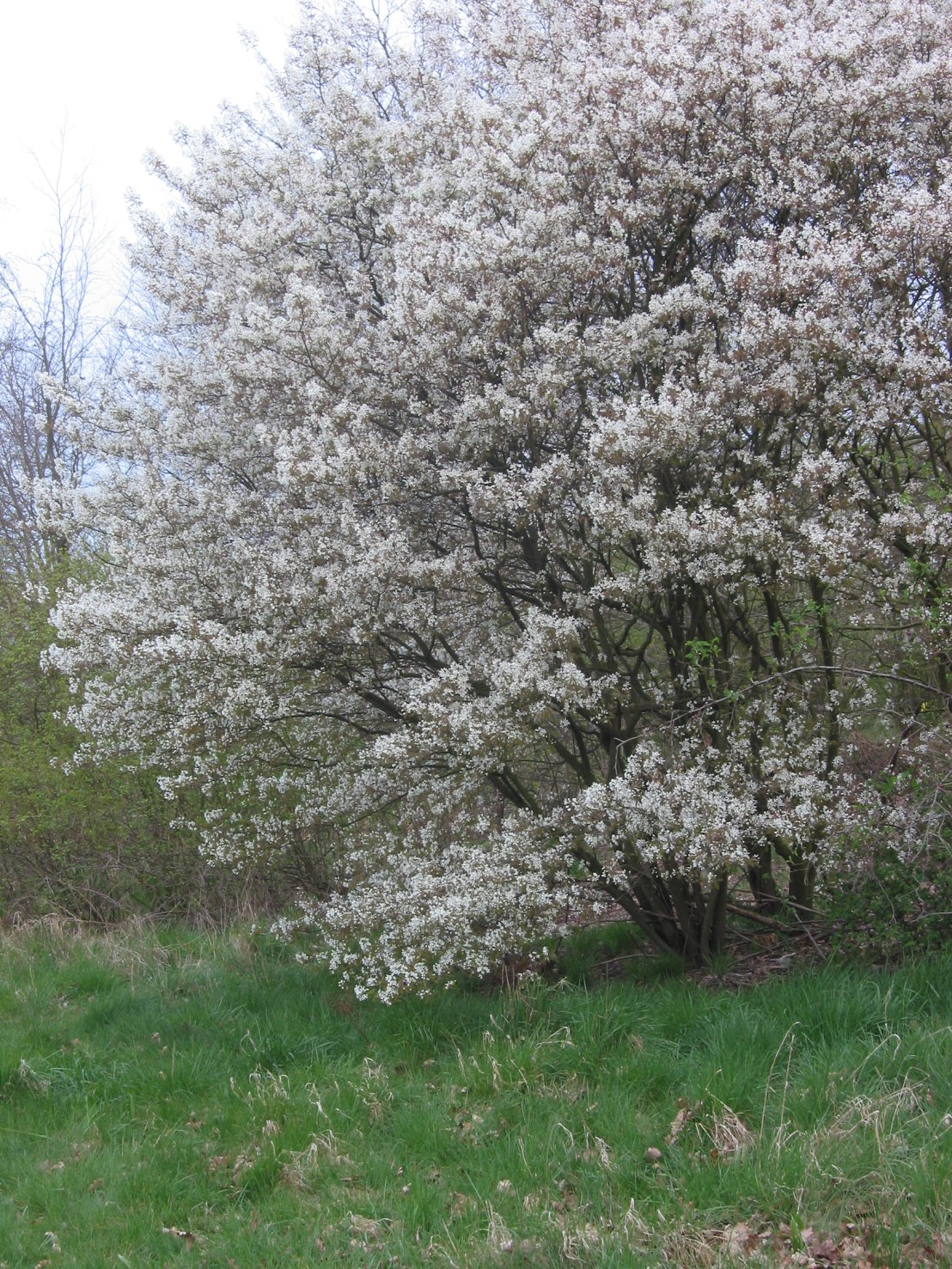
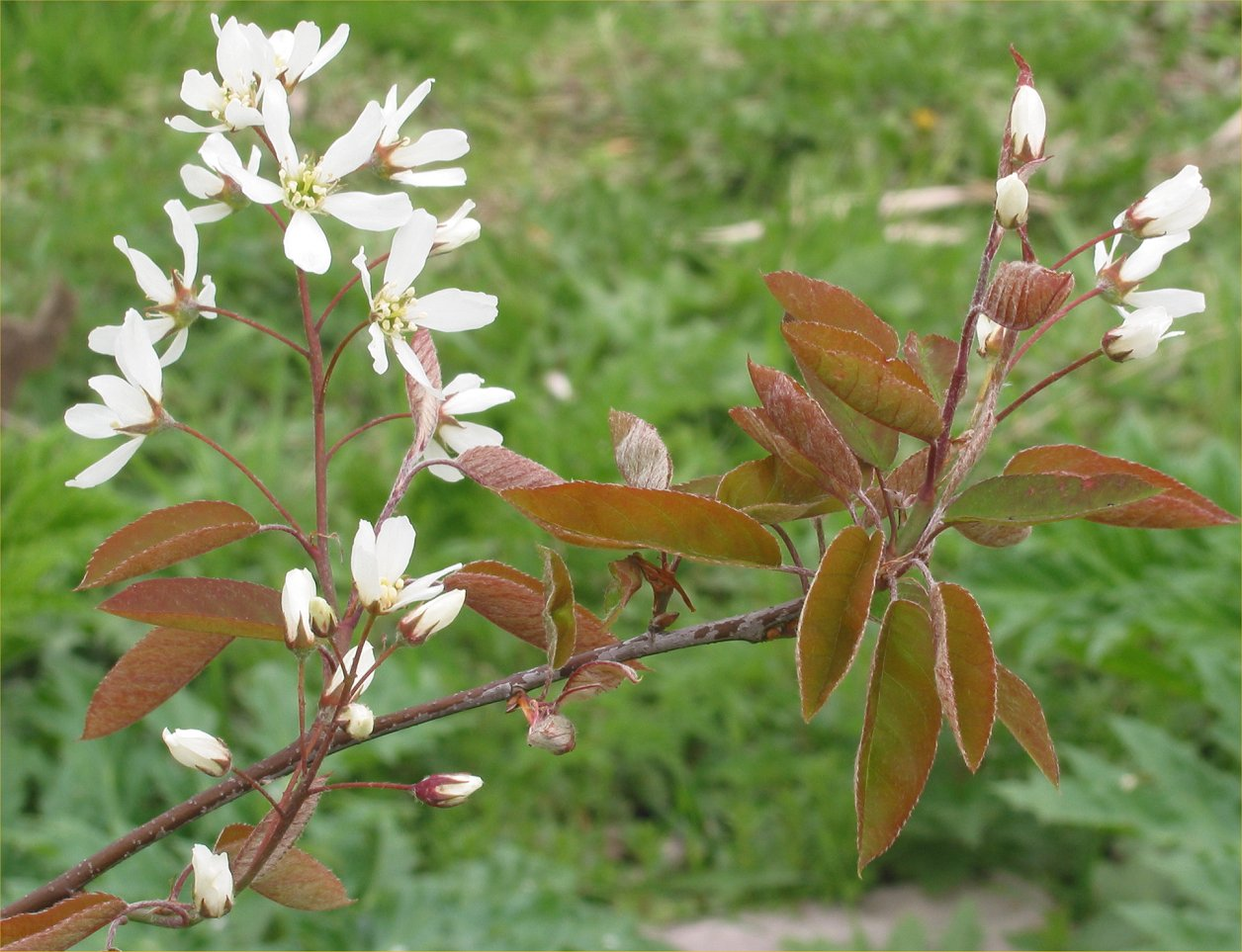
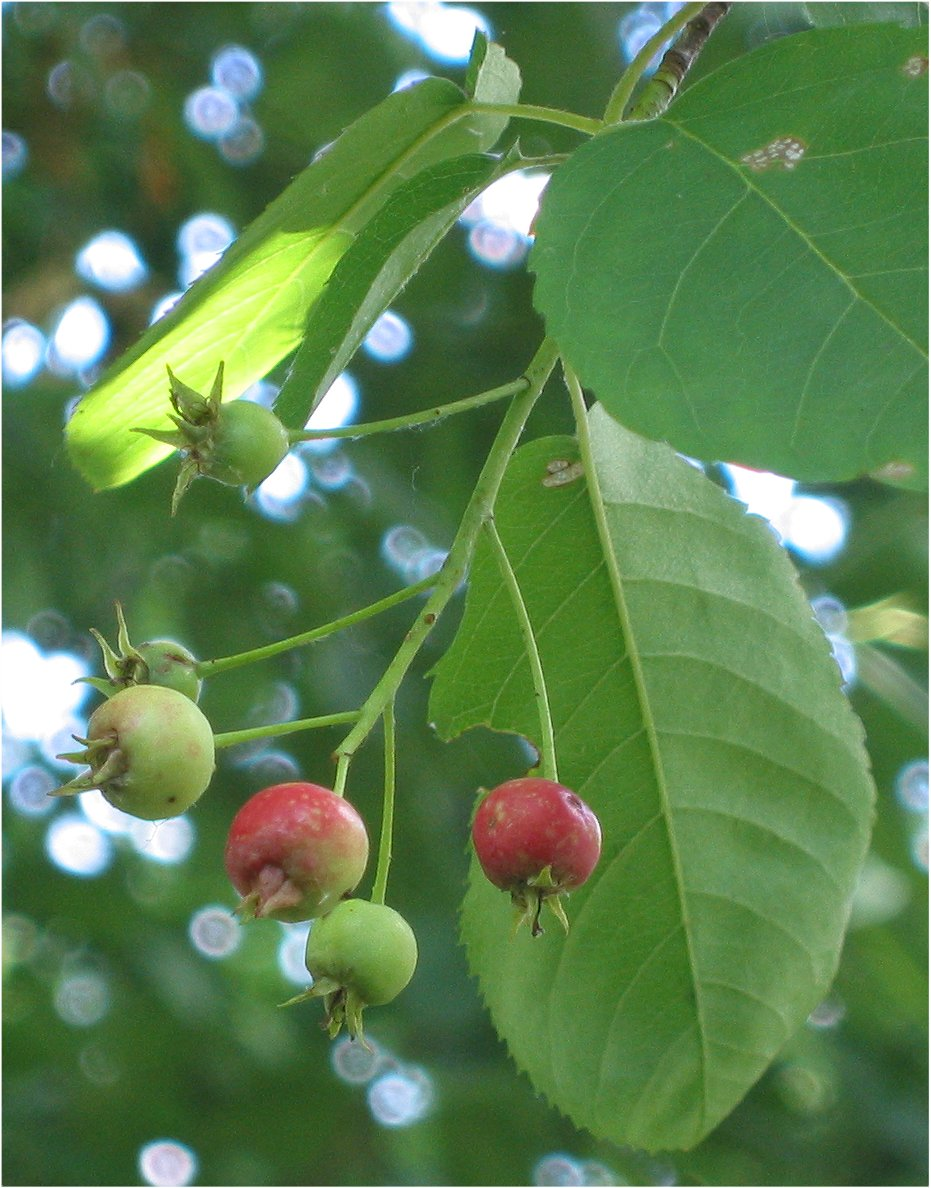